# المجمع المغلق 1572
المجمع المغلق 1572 هو المجمع الموكول بانتخاب بابا الكنيسة الكاثوليكية الجديد بعد استقالة البابا. انعقد مجمع الكرادلة لانتخاب البابا الجديد بدءًا من
12 مايو 1572 وانتهى في 13 مايو 1572. انتُخبَ غريغوريوس الثالث عشر ليكون البابا الجديد للكنيسة.
عُقدَ المجمع في الفاتيكان في 1572.